# Masoud Pezeshkian
Masoud Pezeshkian (in persiano  مسعود پزشکیان ‎, Mas'ud Pezeškiyān; Mahabad, 29 settembre 1954) è un politico e cardiochirurgo iraniano, presidente della Repubblica Islamica dell'Iran dal 28 luglio 2024.
Fa parte della corrente dei riformisti.

## Biografia
È stato primo vicepresidente del parlamento iraniano dal 2016 al 2020, ministro della sanità e dell'istruzione medica tra il 2001 e il 2005 e parlamentare dal 2008 al 2024 in rappresentanza del distretto elettorale di Tabriz, Osku e Azarshahr.
Si è candidato alle elezioni presidenziali tre volte: nel 2013, ritirandosi, nel 2021, quando la sua candidatura fu respinta, e di nuovo nel 2024, consultazione in cui è stato eletto sconfiggendo i candidati conservatori della fazione principalista. Il 28 luglio di quell'anno, giorno della "cerimonia ufficiale di sostegno" del candidato da parte della Guida suprema, assume la presidenza della repubblica islamica dell'Iran, prestando poi formale giuramento il 30 luglio.